# Chamrān
Chamrān (persiska: چمران, Chamrānābād) är en ort i Iran.   Den ligger i provinsen Khuzestan, i den centrala delen av landet, 600 km söder om huvudstaden Teheran. Chamrān ligger 598 meter över havet och antalet invånare är 157.
Terrängen runt Chamrān är varierad. Runt Chamrān är det ganska glesbefolkat, med 45 invånare per kvadratkilometer. Närmaste större samhälle är Deh-e Khahlīfeh, 8,6 km sydost om Chamrān. Omgivningarna runt Chamrān är i huvudsak ett öppet busklandskap.